# Đồng Thịnh, Yên Lập
Đồng Thịnh là một xã thuộc huyện Yên Lập, tỉnh Phú Thọ, Việt Nam.
Xã Đồng Thịnh có diện tích 19 km², dân số năm 1999 là 5842 người, mật độ dân số đạt 307 người/km².